# Álvaro de Barros
Álvaro de Barros (c. 1409 - d. 12 de Março de 1466) foi um nobre português.

## Biografia
Filho sacrílego de Gonçalo Nunes de Barros (Braga, c. 1385 - Braga, d. 1453) e de Joana Vasques de Azevedo, legitimado por Carta Real de D. João I de Portugal de 27 de Março de 1418.
Cavaleiro da Casa Real, a quem D. Afonso V de Portugal doou a 27 de Novembro de 1455, confirmado a 1 de Abril de 1462, os bens móveis e de raiz de João Afonso, Escudeiro, Recebedor da Sisa dos panos de cor da cidade de Lisboa, e de Beatriz Martins, sua mulher, que os haviam deixado à Rainha D. Isabel de Portugal por não terem herdeiros.
Álvaro de Barros, Cavaleiro e Uchão-Mor da Casa Real, teve a 12 de Março de 1466 mercê de todo o estanho, carnes, caças, pescados frescos e louças de cozinha de cobre e ferro e de tudo o mais que existe, por intermédio de Pedro Álvares, Contador da Casa Real.

## Casamento e descendência
Casou e teve um filho: 
- João de Barros (c. 1429 - 1476)